# Luana Cavalcante
Luana Cavalcante Farsoni (Recife, 6 de junho de 1999), é uma modelo, atriz, empresária e embaixadora social brasileira. Reconhecida internacionalmente por sua versatilidade e influência, destacou-se ao ser eleita Miss Universo Brasil 2024, tornando-se a primeira mãe a conquistar o título em 70 anos de concurso. Além de sua atuação na moda e no cinema, Luana é envolvida em iniciativas sociais e empreendedoras, ampliando seu impacto em múltiplas áreas, como cultura, empoderamento feminino e filantropia.

## Biografia

### Nascimento e infância
Luana Cavalcante nasceu em Recife, Pernambuco, em uma família de classe média. Desde cedo, demonstrou interesse pela moda, frequentemente acompanhando desfiles e estudando o trabalho de estilistas renomados. Aos 13 anos, deu início à sua carreira, participando de eventos locais e regionais, o que a levou a ganhar destaque no cenário local. Posteriormente, mudou-se para São Paulo, onde consolidou sua carreira internacional. Luana tem uma irmã mais nova, Marcela Cavalcante.

### Família
Aos 19 anos, casou-se com Luiz Farsoni, empresário ítalo-brasileiro, e estabeleceu residência entre São Paulo e Milão. Em 2019, nasceu Pedro Hercílio, filho do casal, que frequentemente a acompanha em compromissos internacionais.

## Carreira

### Modelo
Como Modelo, Luana construiu uma sólida carreira internacional, trabalhando com marcas de renome como Gucci, Dolce & Gabbana e Galeries Lafayette, entre outras, participando de campanhas internacionais. Ainda como modelo, atuou em diversos comerciais para a TV em Dubai e na Itália. Seu trabalho inclui capas de revistas como L'Officiel Itália e diversos editoriais, além de campanhas publicitárias para perfumes e cosméticos de luxo.

### Atriz
Estreou no cinema internacional na produção Hollywoodiana Battle For Saipan (2022), filmado em Bangkok, na Tailândia, onde contracenou com estrelas como Jeff Fahey, Louis Mandylor e Casper Van Dien e recebeu elogios por sua atuação natural. No Brasil, protagonizou o filme Filhos do Mangue (2024) produção nacional dirigida por Eliane Caffé, um drama social que aborda questões de sustentabilidade e cultura regional, contracenando com Felipe Camargo, Titina Medeiros e Roney Villela, consolidando sua carreira de atriz tanto no mercado nacional quanto internacional.

### Empreendedora
Paralelamente, se envolveu em projetos sociais como Friends Forever International, sendo nomeada Embaixadora da FFI para a América do Sul, e prepara-se para lançar sua linha de produtos Gioventù, que atuará nas áreas de Moda e Beleza.

## Miss Universe Brasil 2024
Representando Pernambuco, Luana venceu o Miss Universo Brasil 2024 em uma cerimônia realizada em São Paulo, em 19 de setembro de 2024. Durante a competição, destacou-se por sua oratória, postura e carisma. Sua vitória marcou um momento histórico ao ser a primeira miss casada e mãe a conquistar o título, desafiando estereótipos de beleza e se tornando um marco na história do concurso. Foi também a primeira miss a conquistar o título por Pernambuco, nos 70 anos de concurso.
Após uma curta preparação, representou o Brasil no Miss Universo, na cidade do México, onde chegou como uma das favoritas e sempre esteve entre as principais postulantes, com muito apoio da torcida brasileira e de outras misses, como Ieda Maria Vargas e Martha Vasconcellos, as duas vencedoras pelo Brasil, e outras misses eleitas recentemente, mas teve o título universal inviabilizado por problemas com sua coordenação nacional.

### Impacto e Legado
A vitória de Luana no Miss Universo Brasil abriu caminho para uma maior inclusão nos concursos de beleza. Ela é frequentemente mencionada como exemplo de empoderamento feminino e inspiração para mulheres que conciliam carreira e maternidade. Sua trajetória é usada como referência em debates sobre a modernização dos padrões de beleza e os desafios enfrentados por mães no mercado de trabalho.